# 横浜市交通局1200型電車
横浜市交通局1200型電車（よこはましこうつうきょく1200がたでんしゃ）は、かつて横浜市交通局が所有していた路面電車である横浜市電の電車。戦前は2600形と名乗っていた。

## 概要
1940年（昭和15年）の紀元2600年を記念し、1942年（昭和17年）に登場した戦前製最後の新造である3扉ボギー車。堺市の木南車輌での製造されたこともありこれまでの横浜市電の車輌とは一線を画すスタイルであった。登場時は2600型と名乗り1200型に改称されたのは戦後である。1970年に形式消滅。

## 参考資料
- 岡田誠一、澤内一晃『横浜市電 下 (戦後の歴史とその車輌)』ネコ・パブリッシング、2009年8月。ISBN 9784777052592。